# Бенгт Густавссон
Бенгт Улоф Емануель Густавссон (швед. Bengt Olov Emanuel Gustavsson; нар.13 січня 1928, Рінгарум, Швеція — 16 лютого 2017, Норрчепінг, Швеція) — шведський футболіст, що грав на позиції захисника. По завершенні ігрової кар'єри — тренер.
Виступав, зокрема, за клуби «Норрчепінг» та «Аталанта», а також національну збірну Швеції.
Триразовий чемпіон Швеції. Володар Кубка Швеції (як тренер).

## Клубна кар'єра
У дорослому футболі дебютував 1947 року виступами за команду клубу «Норрчепінг», в якій провів дев'ять сезонів, взявши участь у 147 матчах чемпіонату.
Своєю грою за цю команду привернув увагу представників тренерського штабу клубу «Аталанта», до складу якого приєднався 1956 року. Відіграв за бергамський клуб наступні п'ять сезонів своєї ігрової кар'єри. Більшість часу, проведеного у складі «Аталанти», був основним гравцем захисту команди.
Завершив професійну ігрову кар'єру у клубі «Отвідабергс ФФ», за команду якого виступав протягом 1961—1965 років.

## Виступи за збірну
26 жовтня 1951 року дебютував в офіційних матчах у складі національної збірної Швеції проти Данії в Копенгагені (1:3). Протягом кар'єри у національній команді, яка тривала 13 років, провів у її формі 57 матчів.
У складі збірної був учасником футбольного турніру на Олімпійських іграх 1952 року у Гельсінкі, чемпіонату світу 1958 року у Швеції, де разом з командою здобув «срібло».

## Кар'єра тренера
Розпочав тренерську кар'єру, ще продовжуючи грати на полі, 1964 року, очоливши тренерський штаб клубу «Отвідабергс ФФ».
1975 року став головним тренером команди «Норрчепінг», тренував команду з Норрчепінга три роки.
Протягом тренерської кар'єри також очолював команди клубів «Естерс», «Гаммарбю» та «Слейпнер», а також входив до тренерського штабу збірної Швеції.
Останнім місцем тренерської роботи був клуб «Норрчепінг», в якому Бенгт Густавссон був одним з тренерів головної команди протягом 1985 року.
Помер 16 лютого 2017 року на 90-му році життя у місті Норрчепінг.

## Титули і досягнення

### Як гравця
- Бронзовий олімпійський призер: 1952
- Віце-чемпіон світу: 1958
- Чемпіон Швеції (3):

«Норрчепінг»: 1948, 1952, 1956

### Як тренера
- Володар Кубка Швеції (1):

«Отвідабергс ФФ»: 1970

### Особисті
- Кращий гравець Швеції: 1953